# آرثر أديسون
آرثر أديسون (بالإنجليزية: Arthur Richman Addison)‏ هو مصرفي وسياسي بريطاني وأسترالي (وحمل سابقاً جنسية المملكة المتحدة لبريطانيا العظمى وأيرلندا)، ولد في 17 مايو 1842 في أديلايد في أستراليا، وتوفي في 29 يوليو 1915. انتخب District Chairman of Orroroo ‏ (5 يناير 1888 – 1890) وانتخب Minister without Portfolio ‏ (5 يونيو 1909 – 22 ديسمبر 1909) وانتخب عضو مجلس جنوب أستراليا التشريعي عن دائرة Northern District (South Australian Legislative Council) ‏ وقد انضم خلال فترته النيابية (11 يوليو 1888 – 29 يوليو 1915) للكتلة البرلمانية مستقل.